# نويل جونسون (ملاكم)
نويل جونسون (بالإنجليزية: Noel Johnson)‏ (7 يوليو 1899 - 21 يناير 1996) هو عداء مراثوني وملاكم أمريكي.

## روابط خارجية
- نويل جونسون على موقع بوكس ريك (الإنجليزية) (registration required)